# RustDesk
RustDesk este un software de acces și control de la distanță, scris în principal în Rust, care permite întreținerea la distanță a computerelor și altor dispozitive. Clientul RustDesk este disponibil pentru sisteme de operare precum Microsoft Windows, Apple MacOS, Apple iOS, Android și Linux. RustDesk își propune să fie o alternativă open-source la software-ul de desktop la distanță, cum ar fi TeamViewer sau AnyDesk. Ca rezultat, RustDesk poate funcționa fără a se baza pe instrumente suplimentare precum VPN-uri sau redirecționarea porturilor⁠(d), chiar și în spatele firewall-urilor sau NAT-urilor. Începând cu versiunea 1.2.0, RustDesk se bazează pe Flutter, înlocuind biblioteca proprietară de runtime Sciter UI care l-a precedat. Escrocii au vizat victimele înșelăciunilor tehnice în 2023, păcălind utilizatorii să instaleze RustDesk pentru a accesa date sensibile. Conexiunea implicită a RustDesk la un server de întâlnire din China poate fi modificată pentru a redirecționa toate conexiunile inițiale printr-un server server auto-găzduit.

## Caracteristici (extrase)
- Acces de la distanță pentru multiple sisteme de operare (Windows, Linux, macOS, iOS, Android)
- Criptare end-to-end[9]
- Server opțional auto-găzduit[10]
- Transfer de fișier
- Funcții de chat
- Tunelare TCP